# Mohammad Javad
Mohammad-Javad Bahonar (محمدجواد باهنر în persană) (n. 1930 — d. 30 august, 1981) a fost al doilea prim-ministru al Iranului de după revoluția din 1979 și secretar general al Partidului Republican Islamic.
Bahonar s-a născut în Kerman, Iran. Deși cleric, a fost închis în anii '60 pentru activități anti-guvernamentale. Cu toate că a fost inactiv politic pentru o lungă perioadă de timp înainte de revoluție, el a fost co-autorul unor cărți conținând texte islamice. Abia după revoluție a devenit membru fondator al Partidului Republican Islamic, precum și membru în Consiliul Revoluționar Iranian. A fost ales Ministrul Educației în guvernul lui Mohammad Ali Rajai și și-a intensificat eforturile de a scoate universitățile iraniene de sub influența seculară, în ceea ce a devenit cunoscut drept Revoluția Culturală Islamică. Când Rajai a devenit președinte, la 4 august 1981, l-a ales pe Bahonar ca prim-ministru al său.
După asasinarea lui Mohammad Beheshti, la 28 iunie 1981, Bahonar a devenit secretar-general al Partidului Republican Islamic, dar nu a rezistat prea mult în această funcție, nici în cea de prim-ministru, fiind asasinat, la mai puțin de două luni de la învestire, alături de președintele Rajai si de alți lideri de partid, când o bombă a explodat la biroul său din Teheran. Asasinul a fost identificat ca fiind Massoud Kashmiri, membru al organizației Mujahedinilor din Iran (cunoscută și ca MKO, MEK sau PMOI), care s-a infiltrat în biroul primului-ministru deghizat în ofițer de securitate.
1. 1 2  Mohammad Javad Bahonar, Find a Grave, accesat în 9 octombrie 2017
2. ↑  Mohammad Javad Bahonar, Encyclopædia Britannica Online, accesat în 9 octombrie 2017
3. ↑  Mohammad Djavad Bahonar, Munzinger Personen, accesat în 9 octombrie 2017